# Псевдоген
Псевдоген (англ. pseudogenes) — нефункціональний аналог структурного гену, що втратив здібність кодування білка і не експресується в клітині.
Вперше термін «псевдоген» введено 1977 року.
Деякі псевдогени можуть копіюватись із мРНК і включатись в хромосоми, такі ж послідовності називаються процесованими псевдогенами (ретропсевдогенами). Тим не менше вони також є нефункціональними. Псевдогени виникають від звичайних функціональних генів, проте вони втрачають можливість експресії в результаті мутацій (появи стоп-кодонів, зміщення рамки зчитування і т.п).
Кількість процесованих псевдогенів є більшою за кількість функціональних генів. Інколи число процесованних псевдогенів може бути набагато більшим за число відповідних функціональних генів. Наприклад, родина      Alu-повторів, що має характерний сайт рестрикції Alu1-ендонуклеази.
Аналіз генетичної послідовності псевдогенів і порівняння їх з батьківськими генами можуть використовуватись під час вивчення родинних зв'язків між різними видами живих організмів та їх походження.